# ロベルト・コジェニョフスキ
ロベルト・コジェニョフスキー (Robert Marek Korzeniowski、1968年7月30日 - )は、ポーランドの元陸上競技選手である。50km競歩でアトランタ、シドニー、アテネオリンピックで3連覇、20km競歩でも2000年シドニーオリンピックで優勝し、合計で4つの金メダルを獲得した選手である。現在の20km、50kmになってからオリンピック、世界陸上選手権を通じて競歩種目2冠に輝いた選手は彼だけである(同大会2種目メダル獲得はコジェニョフスキーが3人目)。
世界陸上選手権では1997年、2001年、2003年優勝し、ヨーロッパ陸上選手権でも1998年、2002年連覇。特に2002年、2003年各大会では世界記録をマークした。
2004年アテネオリンピックを最後に引退。
現在はスペインの男子20km選手フランシスコ＝ハビエル・フェルナンデスのコーチを務めている。
妹のシルビアも同じ競歩選手で、2004年アテネオリンピックの女子20km競歩では16位に入っている。
優れた功績が認められ、以下のポーランド復興勲章を受章した。
- 1996年 カヴァレルスキ十字勲章 (五等)
- 2000年 オフィツェルスキ十字勲章 (四等)
- 2004年 コマンドルスキ十字勲章 (三等)

## 主な実績
| 年   | 大会                 | 場所                         | 種目     | 結果 | 記録          |
| ---- | -------------------- | ---------------------------- | -------- | ---- | ------------- |
| 1995 | 世界陸上選手権       | イェーテボリ（スウェーデン） | 50km競歩 | 銅   | 3時間45分57秒 |
| 1996 | オリンピック         | アトランタ（アメリカ合衆国） | 50km競歩 | 金   | 3時間43分30秒 |
| 1997 | 世界陸上選手権       | アテネ（ギリシャ）           | 50km競歩 | 金   | 3時間44分46秒 |
| 1998 | ヨーロッパ陸上選手権 | ブダペスト（ハンガリー）     | 50km競歩 | 金   | 3時間43分51秒 |
| 2000 | オリンピック         | シドニー（オーストラリア）   | 20km競歩 | 金   | 1時間18分59秒 |
| 2000 | オリンピック         | シドニー（オーストラリア）   | 50km競歩 | 金   | 3時間42分22秒 |
| 2001 | 世界陸上選手権       | エドモントン（カナダ）       | 50km競歩 | 金   | 3時間42分08秒 |
| 2002 | ヨーロッパ陸上選手権 | ミュンヘン（ドイツ）         | 50km競歩 | 金   | 3時間36分39秒 |
| 2003 | 世界陸上選手権       | パリ（フランス）             | 50km競歩 | 金   | 3時間36分03秒 |
| 2004 | オリンピック         | アテネ（ギリシャ）           | 50km競歩 | 金   | 3時間38分46秒 |

## エピソード
- 1992年バルセロナオリンピック50km競歩では優勝したアンドレイ・ペルロフに続いて2位で来ながら、競技場入り口手前で失格となった。後年のインタビューでこの失格を教訓に自分の技術により磨きをかけたと語っている。
- 2000年シドニーオリンピック20km競歩はラストの直線勝負でベルナルド・セグラのスパートに敗れたものの、セグラがフィニッシュ後に歩型違反により失格。繰上げ優勝となったがインタビューで「バルセロナの失格から自分はリスク（歩型違反）を負ってまで勝つつもりはなかった」と語っている（実際セグラはフィニッシュ後失格の多い選手でもある）。
- 主要国際競技会の初めて参加した大会が1991年世界陸上選手権であった。月刊陸上競技2001年3月号のインタビューの中で調整合宿で宿泊した長野市で、コース沿いの農家の方からたくさんの取れたてトマトの差し入れがあり、大変美味しかったと述べている。